# Лафатер, Иоганн Каспар
Иоганн Каспар Ла́фатер (нем. Johann Caspar Lavater; 15 ноября 1741, Цюрих — 2 января 1801, Цюрих) — швейцарский писатель, богослов и поэт, писал на немецком языке. Заложил основы криминальной антропологии.

## Биография
Иоганн Каспар Лафатер родился в 15 ноября 1741 года в Цюрихе. В этом городе он получил теологическое образование и совершил путешествие по Германии.
По возвращении из путешествия, он опубликовал сборник стихов «Schweizerlieder» (1764) и сборник теологических трудов «Aussichten in die Ewigkeit».
С 1768 года и до самой смерти Лафатер занимал должность сначала приходского диакона, а затем пастора в родном городе.
В 1769 году Лафатер написал открытое письмо иудейскому богослову и философу Мозесу Мендельсону (1729–1786), в котором предложил ему опровергнуть догматы христианства. Если же он не сможет это сделать, то принять христианство. Мендельсон ответил Лафатеру письмом, в котором не отказался от иудаизма, но обошёл острые углы проблемы. Полемика между Лафатером и Мендельсоном вызвала живой интерес современников и сочувствие к Мендельсону. Под давлением общественности Лафатер был вынужден публично извиниться перед Мендельсоном.
С 1769 года Лафатер начал собирать материалы для своей работы «Физиогномика», которая была опубликована в 1772–1778 годах в Лейпциге и Винтертуре. В ней было много гравюр известных художников того времени.
В 1775–1778 годах во Франции вышло ещё одно издание «Физиогномики», которое было более успешным в отношении иллюстраций.
«Физиогномика» стала главной целью жизни Лафатера, хотя он продолжал заниматься богословскими трудами и проповедями. Его популярность как убеждённого и просвещённого пастора была настолько велика, что его путешествия по Европе имели успех.
Остроумные нападки Лихтенберга («Fragment von Schwärzen»), Музеуса («Physiognomische Reisen») и других на «Физиогномику» не смогли поколебать авторитет Лафатера.
Лафатер также написал несколько библейских эпопей и сборников религиозной лирики («Jesus Messias», «Joseph von Arimathia», «Psalmen Davids», «200 christliche Lieder») и дважды издавал свои сочинения в 1774–1781 годах («Vermischte Schriften») и в 1784–1785 годах («Sämmtliche kleinere prosaische Schriften»).
В 1796 году за протест против оккупации Швейцарии французами Лафатер был выслан из Цюриха, но через несколько месяцев вернулся.
```
2 января 1801 года, в ходе попытки увещевания французских 
мародёров
, Лафатер был убит одним из них.
```

философские взгляды
По мнению некоторых исследователей, на философские взгляды Лафатера повлияли одновременно пиетизм и либерализм. В своих проповедях он отождествлял «веру» и «любовь».
Он стремился найти компромисс между взглядами церкви и общества. Лафатер даже пытался примирить животный магнетизм Месмера со спиритуализмом религии и позитивизмом науки.

## Физиогномика
Теория физиогномики Лафатера — положение о том, что человек есть существо животное, моральное и интеллектуальное — вожделеющее, чувствующее и мыслящее.
Эта природа человека выражается во всей его фигуре, поэтому физиогномика в широком смысле слова обнимает всю морфологию человеческого организма, соприкасаясь с хирогномией, подоскопией и т.п.
Но так как наиболее выразительным «зеркалом души» является у человека голова, то физиогномика может ограничиться изучением черепа и лица человека.

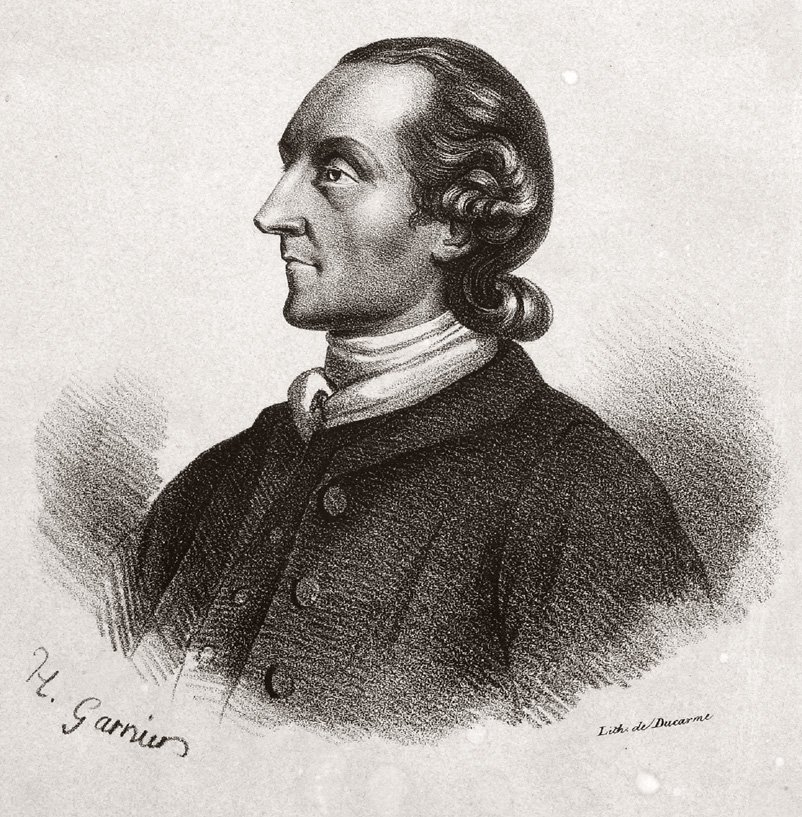
Иоганн Каспар Лафатер

Интеллектуальная жизнь человека выражается в строении и очертаниях черепа и лба: моральная и чувственная жизнь — в строении лицевых мускулов, в очертаниях носа и щёк; животные качества человека символизируются складом рта и линиями подбородка. Центральный орган лица — глаза, с окружающими их нервами и мускулами.
Лицо человека, таким образом, делится как бы на «этажи», соответственно трём основным элементам, составляющим всякую «душу». Соответственно этим этажам, и физиогномика должна распасться на три отдела.
Физиогномию Лафатер определяет как известный, постоянно присущий данному субъекту склад лицевых черт и мускулов.
Соответственно этому каждая из трёх основных частей физиогномики должна распадаться на два полуотдела: «физиогномический» в тесном смысле изучающий данное лицо в состоянии покоя, и «патогномический», изучающий лицо в состоянии волнения; патогномика есть физиогномика в движении — то, что можно назвать «динамикой» лица, в противоположность лицевой «статике».
Установив такую теорию, Лафатер, однако, не следует ей на практике и не возвращается к ней в отдельных своих фрагментах, в которых анализирует лица своих современников и великих людей разных времен по их портретам, постоянно ссылаясь на «физиогномический такт» или «наблюдательный дар» читателя и ничем не мотивируя тех или иных психологических выводов. В результате получается ряд интересных частностей, очень заманчивых и интересных для «большой публики», но не имеющих никакой научной достоверности.

Несколько высказываний Лафатера
- У Фридриха Великого — глаза гения, складки же лица выражают досаду человека, не могущего вырваться из-под гнета мелких обстоятельств; скупцы и сластолюбцы отличаются одинаково — выпяченной нижней губой.
- в лице Сократа есть задатки глупости, сластолюбия, пьянства и зверства, но по лицу видно, что все эти задатки побеждены усилиями воли.
- У Брута верхнее глазное веко тонко и «разумно», нижнее округло и «мягко», соответственно двойственности его мужественного и вместе чувствительного характера.
- Широкое расстояние между глазами и бровями у Декарта указывает на разум, не столько спокойно-познающий, сколько пытливо-стремящийся.
- Вмягких локонах Рафаэля сквозит выражение простоты и нежности, составляющих сущность его индивидуальности.
- Гений Гёте в особенности явствует из его носа, который, по Лафатеру, знаменует «продуктивность, вкус и любовь, словом — поэзию».
- У Лойолы, бывшего сперва воином и ставшего затем основателем религиозного ордена, воинственность видна в остром контуре лица и губ, а иезуитство проявляется в «вынюхивающем» носе и в лицемерно полуопущенных глазных веках.
- Изумительный разум Спинозы ясно виден в широком пространстве лба между бровями и корнем носа.

## Издания сочинений
Посмертное издание сочинений Лафатера сделано Л. Геснером («L’s nachgelassene Schriften», Цюрих, 1801—1802). Из позднейших изданий распространено: «L.-'s Physionomik im Auszuge» (Цюр., 1860). О Лафатере писали: Bodemann, «L. nach seinem Leben, Leben und Wirken dargestellt» (Гота, 1856); Fr. Muncker, «L. Eine Skizze seines Lebens und Wirkens» (Штуттг. 1883). На русский язык физиогномика Лафатера переведена в 1817 г. О физиогномике с современной точки зрения см. сочинение Пидерита: «Мимика и физиогномика» (перевод частью напечатан в журнале «Артист», 1891, № 13; 1892, № 21; 1893; № 32).